# Принцип Ноева ковчега
«Принцип Ноева ковчега» (нем. Das Arche Noah Prinzip) (другое название «Бегство во Вселенную») — немецкий фантастический кинофильм Роланда Эммериха, вышедший в 1984 году. Дебютный полнометражный фильм режиссёра, снятый как его студенческая работа. Сюжет повествует об экипаже космической станции, созданной для контроля погоды, которая может быть использована в милитаристских целях. Картина получила смешанную оценку критики.

## Сюжет
Повествование в фильме происходит от конца к началу, как воспоминания и флешбеки героев. Действие происходит в недалёком будущем (в 1997 году). Наступает мир во всем мире: произошел отказ от оружия массового уничтожения, на околоземных орбитах находятся космические станции, контролирующие погоду на всей Земле. Станции являются гражданскими объектами, принадлежащими мировому сообществу. В Саудовской Аравии возникает напряжённая ситуация, требующая вмешательства. В связи с этим США решают использовать погодную космическую станцию Florida Arklab не по назначению, в ходе операции по прикрытию высадки войск на земле. Астронавты Билли Хейс и Макс Марек саботируют выполнение приказа. Они считают, что такое использование микроволнового излучения катастрофически повлияет на погоду в регионе.
Для обеспечения выполнения приказа военные посылают на станцию двоих астронавтов Еву Томпсон и Грегора Ванденберга. Их миссия поначалу секретна, но Билли раскрывает их роль. Между двумя командами возникает конфликт, перерастающий в перестрелку. Нештатное применение технологии приводит к выходу из строя реактора на борту станции, и она терпит бедствие. Макс и Грегор гибнут. Билли и Ева спасаются на шаттле и возвращаются домой. На Земле их допрашивает руководитель проекта Феликс Кроненберг. Применение микроволнового излучения приводит к раннему началу сезона дождей в Индии, наводнениям и массовым жертвам. После допроса Феликс получает информацию о том, что возвратившиеся астронавты скончались от высокой дозы радиации. Феликс уничтожает материалы допроса.

## В ролях
- Ричи Мюллер[нем.] — Билли Хейс
- Франц Бухризер[нем.]  — Макс Марек
- Авива Йоэль[нем.] — Ева Томпсон
- Маттиас Фукс[нем.] — Феликс Кроненберг
- Николас Лански[нем.] — Грегор Ванденберг
- Матиас Хеллер — охранник

## Создание
Роланд Эммерих вспоминал, что ещё юношей полюбил жанр научной фантастики, который позволял ему строить вымышленный мир таким, каким он его видел. В 1978 году Эммерих поступил в Мюнхенский университет телевидения и кино (Hochschule für Fernsehen und Film München (HFF)), сначала по специальности художник-постановщик. В ходе обучения, под впечатлением от голливудского кино, он решил сменить амплуа. Значительное влияние на него оказали картины «Тесные контакты третьего рода» Спилберга и «Чужой» Скотта. Жанр научной фантастики считался сложным и рискованным, но всемирный успех «Звёздных воин» внушил оптимизм продюсерам. Типичный бюджет студенческой работы тогда не превышал 20 тыс. марок, но замысел молодого режиссёра требовал большего. Фильм был создан как выпускная работа. Сценаристом стал сам Роланд. Половину денег вложил в картину отец режиссёра Ханс Эммерих, владелец небольшой компании по производству двигателей. Эммериху удалось найти инвестора в лице компании Constantin Film Бернда Айхингера. Бюджет фильма составил около 1,3 млн немецких марок (примерно 600 000 долларов США), что сделало его самой дорогой немецкой студенческой картиной. Работа над картиной продолжалась в 1982-1984 годах. Съемки прошли на заброшенной фабрике по производству стиральных машин в городке Зиндельфинген в пригороде Штутгарта, откуда был родом режиссёр. Специальные эффекты были созданы на одной из мюнхенских киностудий, при участии немецкого отделения IBM. 
Фильм открывал 34-й Берлинский международный кинофестиваль, однако наград не получил. Картина не попала в прокат США, но, со слов режиссёра, имела некоторый кассовый успех в Европе. Для дистрибуции этой и следующих картин Эммерихом была создана компания Centropolis Entertainment. Всего в до-голливудский период Эммерих снял четыре картины, но только первая была с полностью немецким актёрским составом и снималась на немецком языке. Следующие картины снимались на английском языке. 
Картина получила смешанную оценку критики, но специалисты заметили в дебютной работе руку будущего мастера блокбастеров. В значительной мере Эммерих предвосхитил интерес к теме экологического кино или экохоррора, который в был 1970-1980 только в планах. Можно упомянуть разве только «Зелёный сойлент». Погоду, как основной антагонист в сюжете, Эммерих раскроет в будущих фильмах. Тема глобального изменения и апокалиптического влияния погоды возникнет в 2004 году в картине «Послезавтра». Фильм-катастрофа «Геошторм» многолетнего партнёра Эммериха Дина Девлина, заимствует основную идею о космической станции контролирующей погоду на Земле.

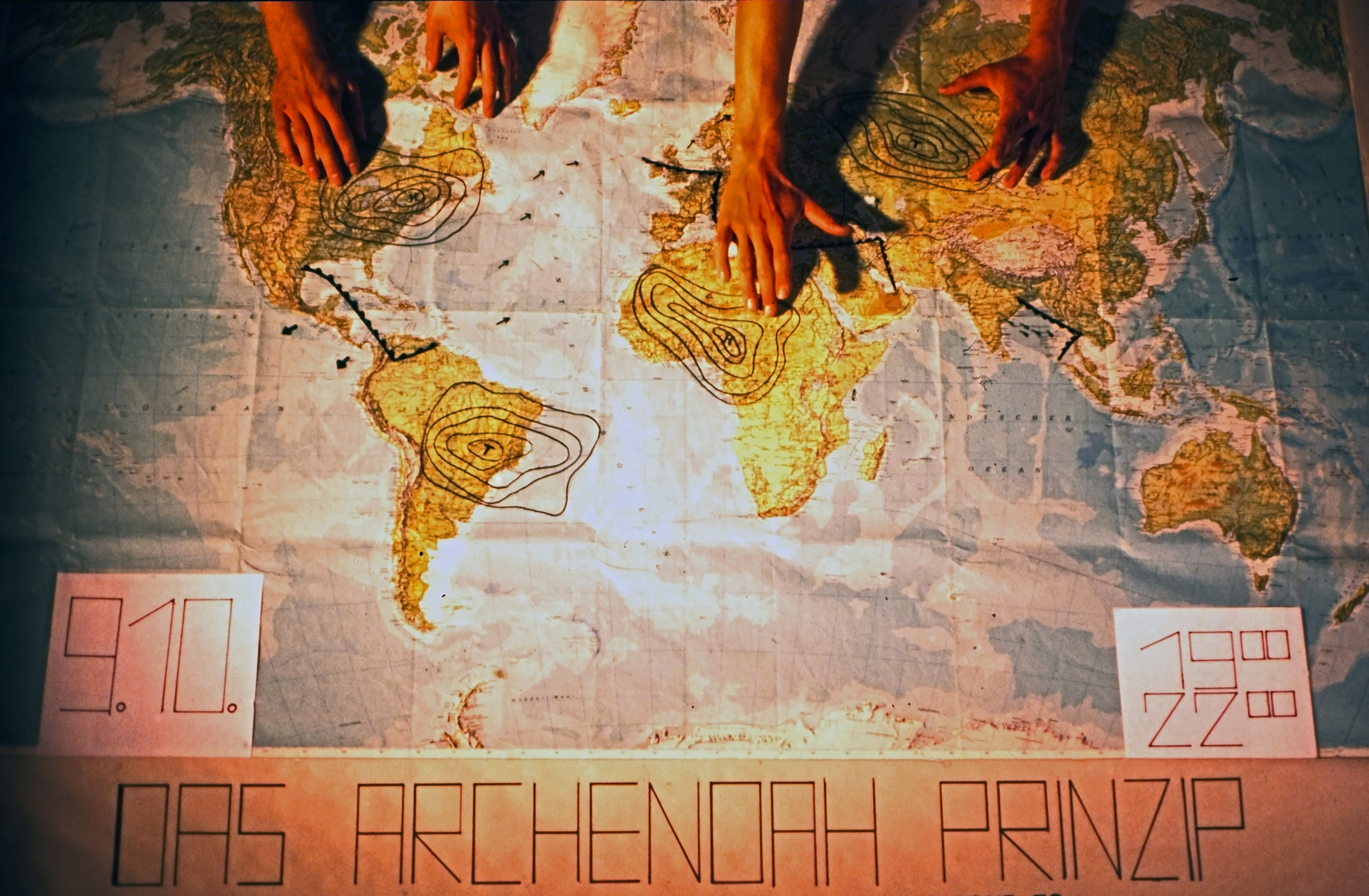

## Критика
Критик издания Cinefantastique отметил, что дебют молодого режиссёра стал первой картиной в жанре космической фантастики и первой сколько-нибудь интересной западногерманской научно-фантастической работой ещё со времён Фрица Ланга. Он выделил неплохой технический уровень для скромного по меркам индустрии бюджета и антивоенный посыл ленты. 
Сюжет картины вторичен по отношению к американскому научно-фантастическому кино того периода. В картине присутствуют явные заимствования из Чужого и Молчаливого бега. Медитативный ритм повествования, использование специальных эффектов, интерьеры станции — всё отсылает к «Космической одиссее» Кубрика. Бортовой компьютер станции HARVEY аналог HAL из Одиссеи. 
Глобальный, геополитический характер повествования в картине, в которой затронуто всё мировое сообщество, уже с раннего этапа характерен для творчества Эммериха. На сценарий повлияли сложная ситуация в мировой политике 1970-х 1980-х. Кризисы на Ближнем Востоке, конфронтация, связанная с развертыванием ракет средней дальности в Европе, движение за мир во всём мире. Сюжетный ход с высадкой войск в Саудовской Аравии, косвенно возник как отклик на вмешательство США во внутреннюю политику в Никарагуа в 1979 году. В обществе ФРГ тогда преобладало противодействие экспансии США в Западной Европе. Отсюда и отчётливая антиамериканская риторика в сюжете картины, которая была нехарактерна для позднего этапа творчества режиссёра, впоследствии работавшего в США. 
Неспешное и задумчивое развитие событий в картине, плохо соответствовало острому сюжету в основе сценария. Негатив со стороны критиков заслужил плохо выстроенный и нелогичный сценарий. 
«Это скорее политический триллер, в котором многое зависит от актёрской игры и хорошо прописанного сценария. <…> Но исполнение далеко от идеального — несмотря на небольшой хронометраж, „Принцип“ порой кажется излишне затянутым».